# Amblistegiàcies
Les amblistegiàcies (Amblystegiaceae) són una família de molses de l'ordre Hypnales. En anglès reben el nom comú de "hook moses" (molses ganxudes). Habiten en llocs humits o mesofítics sobre sòls amb el pH bàsic.

## Gèneres
Aquesta família conté 46 gèneres i unes 296 espècies.
- Acrocladium

- Amblystegiella
- Amblystegium
- Apterygium
- Callialaria
- Calliergidium
- Calliergon
- Calliergonella
- Campyliadelphus
- Campylidium
- Campylium
- Chrysohypnum
- Conardia
- Cratoneuron
- Cratoneuropsis
- Donrichardsia
- Drepanocladus
- Hamatocaulis
- Hygroamblystegium
- Hygrohypnum
- Hypnites
- Koponenia
- Leptodictyum
- Limprichtia
- Loeskypnum
- Ochyraea
- Orthotheciella
- Palustriella
- Platydictya
- Platyhypnum
- Platylomella
- Pseudoamblystegium
- Pseudocalliergon
- Pseudocampylium
- Pseudohygrohypnum
- Richardsiopsis
- Sanionia
- Sarmentypnum
- Sasaokaea
- Sciaromiella
- Sciaromiopsis
- Scorpidium
- Serpoleskea
- Straminergon
- Vittia
- Warnstorfia